# 扯假错
扯假错（藏語：དྲེད་འཇའ་མཚོ，威利转写：dred 'ja' mtsho，THL：Dréja Tso，藏语拼音：Chênja Co）是中国西藏自治区的一座內流湖，地處日喀则市昂仁县尼果乡西側，北倚那曲市尼玛县军仓乡。湖面海拔4690公尺，表面积约为7.93平方千米。